# Tim DeBoom
Timothy (Tim) DeBoom né le 4 novembre 1970 à Cedar Rapids dans l'Iowa est un triathlète américain, double vainqueur du championnat du monde d'Ironman.

## Biographie
Tim DeBoom participe dès l'école primaire à des courses à pied. Il se lance tardivement au triathlon à l'âge de 22 ans en 1992 et participe à des compétitions professionnelles à partir de 1995. Il est diplômé de l'Université de l'Iowa avec un baccalauréat en science de l'exercice et en anatomie.

### Carrière en triathlon
Tim termine cinquième au triathlon des Jeux panaméricains de 1999, la même année il remporte l'Ironman Nouvelle-Zélande treize secondes devant le Néo-Zélandais Cameron Brown,. En 2001, il triomphe à l'Ironman Californie en 8 h 22 min 14 s.
Tim DeBoom termine sept fois parmi les dix premiers du Championnat du monde Ironman d'Hawaï. Il remporte l'épreuve à deux reprises (2001 et 2002). Suite à des blessures aux pieds, il pratique beaucoup l'Aquajogging.
En 2010, il triomphe pour la quatrième fois sur distance Ironman 70.3 après Eagleman (2002), Californie (2003), Vineman (2005) à Hawaï devant l'Australien Luke Bell.
En 2011, vers la fin de sa carrière, il remporte le célèbre Norseman Xtreme Triathlon, devenant ainsi le premier non européen à réaliser cet exploit. Il termine la course des trois disciplines en 11 heures, 18 minutes et 52 secondes. La même année, à l'âge de 41 ans, il met fin à sa carrière de triathlète professionnel.
Il est intronisé au temple de la renommée de l'Ironman en 2019.

### Vie privée
Depuis le 28 décembre 1996, il est marié à la triathlète Nicole Molzahn (de), ils ont une fille prénommée Wilder. Son frère aîné, Tony DeBoom (né en 1968) est également un triathlète professionnel. En 2004, sa femme remporte l'Ironman Wisconsin avec une jupe, elle fonde la marque de vêtements Skirt Sports, proposant des jupes spécifiques aux sportives comme vêtements de course.

## Palmares
Le tableau présente les résultats les plus significatifs (podium) obtenus sur le circuit national et international de triathlon depuis 1994.
| Année | Compétition                                  | Pays             | Position           | Temps            |
| ----- | -------------------------------------------- | ---------------- | ------------------ | ---------------- |
| 2011  | Norseman Xtreme                              | Norvège          | Médaille d'or      | 11 h 18 min 47 s |
| 2010  | Ironman 70.3 Hawaii                          | États-Unis       | Médaille d'or      | 4 h 4 min 2 s    |
| 2007  | Ironman Arizona                              | États-Unis       | Médaille d'argent  | 8 h 26 min 4 s   |
| 2006  | Ironman Arizona                              | États-Unis       | Médaille de bronze | 8 h 27 min 39 s  |
| 2005  | Ironman 70.3 Vineman                         | États-Unis       | Médaille d'or      | 4 h 1 min 35 s   |
| 2004  | Ironman Allemagne                            | Allemagne        | Médaille de bronze | 8 h 18 min 47 s  |
| 2003  | Ironman 70.3 California                      | États-Unis       | Médaille d'or      | 3 h 58 min 42 s  |
| 2002  | Ironman - Championnat du monde à Kailua-Kona | États-Unis       | Médaille d'or      | 8 h 29 min 56 s  |
| 2002  | Ironman 70.3 Eagleman                        | États-Unis       | Médaille d'or      | 3 h 44 min 7 s   |
| 2002  | Laguna Phuket Triathlon                      | Thaïlande        | Médaille de bronze | Timing           |
| 2001  | Ironman - Championnat du monde à Kailua-Kona | États-Unis       | Médaille d'or      | 8 h 31 min 18 s  |
| 2001  | Ironman Californie                           | États-Unis       | Médaille d'or      | 8 h 22 min 14 s  |
| 2000  | Ironman - Championnat du monde à Kailua-Kona | États-Unis       | Médaille d'argent  | 8 h 23 min 9 s   |
| 2000  | Championnat des États-Unis                   | États-Unis       | Médaille d'argent  | 1 h 51 min 16 s  |
| 2000  | Ironman Autriche                             | Autriche         | Médaille d'argent  | 8 h 8 min 55 s   |
| 1999  | Ironman Nouvelle-Zélande                     | Nouvelle-Zélande | Médaille d'or      | 8 h 32 min 41 s  |
| 1999  | Ironman - Championnat du monde à Kailua-Kona | États-Unis       | Médaille de bronze | 8 h 25 min 42 s  |
| 1994  | Championnat des États-Unis                   | États-Unis       | Médaille d'argent  | 1 h 49 min 28 s  |